# Tom Southam
Tom Southam, nascido a 28 de maio de 1981 em Penzance, é um ciclista britânico, que foi profissional de 2003 a 2011.
Durante o Campeonato Mundial de Ciclismo em Estrada de 2005 em Madrid, Charles Wegelius e Tom Southam tinham a função de proteger a seu líder Roger Hammond, velocista da equipa. No entanto, os dois corredores britânicos atiraram do pelotão durante os primeiros 100 quilómetros da corrida, apesar de que os directores da equipa de Grã-Bretanha não deram nenhuma ordem ao respeito.
Este facto provocou a reacção da Federação Britânica e excluiu a Charles Wegelius e Tom Southam de qualquer selecção para a equipa nacional. Em 2013, Wegelius reconheceu ter recebido 2.500 euros por atirar do pelotão em favor da equipa italiana que queria controlar a corrida e permitir Alessandro Petacchi ganhar o título mundial.
Em 2013 Southam, quem estudou na Universidade de Falmouth na especialidade em escritura profissional e se graduou em Mestre de Artes, publicou junto com Charles Wegelius, outro ex-ciclista profissional, o livro Gregario. Actualmente é director desportivo do conjunto Cannondale-Drapac Pro Cycling Team.

## Palmarés
- 2002
  - 2.º no Campeonato do Reino Unido em Estrada

- 2004
  - 2.º no Campeonato do Reino Unido em Estrada

## Resultados nas grandes voltas
| Corrida            | 2003 | 2004 | 2005 | 2006 | 2007 | 2008 | 2009 | 2010 | 2011 |
| ------------------ | ---- | ---- | ---- | ---- | ---- | ---- | ---- | ---- | ---- |
| Giro d'Italia      | -    | -    | -    | -    | -    | -    | -    | -    | -    |
| Tour de France     | -    | -    | -    | -    | -    | -    | -    | -    | -    |
| Volta a Espanha    | -    | -    | -    | -    | -    | -    | -    | -    | -    |
| Mundial em Estrada | -    | Ab.  | Ab.  | -    | -    | -    | -    | -    | -    |

-: não participa

Ab.: abandono